# مصر في الألعاب الأولمبية الصيفية 1996
نافست مصر في دورة الألعاب الأولمبية الصيفية 1996 في أتلانتا بالولايات المتحدة، في الفترة الممتدة من 19 يوليو إلى 4 أغسطس.